# 岩藻糖
L-岩藻糖（英語：Fucose），即6-去氧-L-半乳糖，又名鹿角藻糖，是一種化學式為C6H12O5的脫氧六碳糖，稱其為脫氧糖的原因是是若將半乳糖六號碳上的羥基去氧，就是岩藻糖。存在於哺乳動物、植物細胞表面及昆蟲中的聚醣（N-linked glycan）。岩藻糖單體可聚合形成岩藻多糖。L-岩藻糖是其在自然界唯一通用的型態，D-岩藻糖是一種人工合成的半乳糖相似體。
有兩個特徵可區別岩藻糖和其他存在於哺乳動物中的六碳糖，分別是六號碳上缺少羥基和其L組態。
α-岩藻糖苷酶可由含有岩藻糖的聚合物中水解產生岩藻糖。
岩藻糖也被添加在各種化妝品、藥品和膳食補充劑中。